# 389 Directory Server
389 Directory Server (ранее Fedora Directory Server, а до того Netscape Directory Server) — служба каталогов уровня предприятия с открытым исходным кодом, предназначенная для централизованного управления доступом к ресурсам на множестве сетевых серверов.

## История
Первоначально код принадлежал Netscape Communications под названием Netscape Directory Server (NDS), который являлся ответвлением от проекта Мичиганского университета slapd (от которого также произошёл OpenLDAP). В 1996 году разработчики проекта были наняты Netscape для разработки NDS. После банкротства и приобретения Netscape корпорация AOL продала права на интеллектуальную собственность NDS компании Sun Microsystems, однако сохранив при этом права на исходный код. Эти права были выкуплены 1 июня 2005 года Red Hat, и большая часть исходного кода была опубликована на правах свободных лицензий, включая GNU General Public License (GPL). У разных компонентов сервера они могут отличаться друг от друга. Изначально проект назывался Fedora Directory Server. В 2009 году переименован в 389 Directory Server.
Развитие проекта осуществляется сообществом разработчиков при спонсорской поддержке Red Hat. Кроме того, 389 Directory Server является составляющей проекта по созданию централизованного решения для управления информацией о пользователях, политиках и аудита на предприятии — FreeIPA.

## Ключевые особенности
- Поддержка протокола LDAP v3.
- До четырёх полностью равноправных мастер-серверов.
- Высокая масштабируемость.
- Возможность синхронизации пользователей, групп и паролей с контроллерами домена Active Directory 2000/2003/2008.
- Консоль администрирования с графическим интерфейсом, управление из командной строки и через веб-интерфейс.
- Безопасные аутентификация и транспорт (SSL/TLS и SASL).
- Мощный механизм разграничения доступа вплоть до уровня отдельных атрибутов.

## Red Hat Directory Server
На основе 389 Directory Server выпускается коммерческий Red Hat Directory Server (RHDS), для которого осуществляется техническая поддержка с гарантированным временем отклика (в том числе и 24×7).

### Соответствие версий RHDS и 389 Directory Server (FDS)
- RHDS 7.1 в целом соответствует FDS 1.0.x. Одно из основных отличий FDS от RHDS — использование для сервера администрирования веб-сервера Apache вместо Netscape Enterprise Server.
- RHDS 8.0 в целом соответствует FDS 1.1. Данная версия RHDS полностью собрана из открытых компонентов.